# Электрохимический градиент

Диаграмма концентраций ионов и зарядов, пересекающих полупроницаемую клеточную мембрану. Видно как ионы Na^{+} и Cl^{-} движутся во внутрь клетки, а ионы K^{+} стремятся наружу, вследствие разницы концентраций.

Электрохими́ческий градие́нт, или градие́нт электрохимического потенциа́ла, — совокупность градиента концентрации и мембранного потенциала, которая определяет направление движения ионов через мембрану. Состоит из двух составляющих: химического градиента (градиента концентрации), или разницы в концентрациях растворённого вещества по обе стороны мембраны, и электрического градиента (мембранного потенциала), или разницы зарядов, расположенных на противоположных сторонах мембраны. Градиент возникает вследствие неодинаковой концентрации ионов на противоположных сторонах водопроницаемой мембраны. Ионы двигаются через мембрану из области, имеющую более высокую концентрацию в область с более низкой концентрацией путём простой диффузии. Также ионы несут электрический заряд, который формирует электрический потенциал на мембране (мембранный потенциал). Если существует неравномерное распределение зарядов по обе стороны мембраны, то разница в электрическом потенциале порождает силу, которая приводит к ионной диффузии, пока заряды по обе стороны не будут сбалансированы.

## Обзор
Электрохимический потенциал используется в электроаналитической химии, а в промышленности применяется при изготовлении батареек и топливных элементов. Он представляет собой одну из многих взаимозаменяемых форм потенциальной энергии, в форме которых возможно сохранение энергии.
В биологических процессах ионы проходят через мембрану путём диффузии или активного транспорта, определяемую электрохимическим градиентом. В митохондриях и хлоропластах протонные градиенты используются для генерации хемиосмотического потенциала, который также известен как протон-движущая сила Δp или ΔμH+. Эта потенциальная энергия используется для синтеза АТФ посредством окислительного фосфорилирования или фотофосфорилирования. Протон-движущая сила согласно хемиосмотической теории Митчелла является общим продуктом сопряжённых процессов дыхания и окислительного фосфорилирования. Она складывается из двух факторов: химического (или осмотического) — разности концентраций ионов H+, в митохондриальном матриксе и межмембранном пространстве, и электрического — обусловленного разностью электрических зарядов, расположенных на противоположных сторонах мембраны. Разность концентраций ионов H+, измеряемая в единицах pH, обозначается  ΔpH. Разность электрических потенциалов обозначается символом Δψ. Следовательно, уравнение принимает вид:
{\displaystyle \Delta \mu _{H^{+}}=\Delta \psi +\Delta pH},
где
{\displaystyle \Delta pH=pH_{A}-pH_{B}}
разности концентраций ионов H+ (химический градиент) на А(+)-стороне и B(-)-стороне мембраны.
Связь между ΔμH+ и F (число Фарадея) Митчелл определил как:
{\displaystyle \Delta p=-{\Delta \mu _{H^{+}} \over F}}
ΔμH+ = 1 кДж*моль соответствует Δp = 10,4 мВ. При температуре 25° С (298 К) это уравнение приобретает следующий вид:
{\displaystyle \Delta p=\Delta \psi -59\Delta pH}.
Электрохимический градиент включает в себя два компонента. Первый компонент — электрический градиент, который обусловлен разницей заряда на противоположных сторонах липидной мембраны. Второй компонент — химический градиент, вызывается дифференциальной (различной) концентрацией  ионов, располагающихся на противоположных сторонах мембраны. Сочетание этих двух факторов определяет термодинамически выгодное направление движения иона через мембрану.
Электрохимический градиент похож на давление воды, которое она оказывает при протекании через плотину гидроэлектростанции. Мембранные транспортные белки, такие как натрий-калиевая АТФаза, аналогичны турбинам, преобразующим потенциальную энергию воды в другие формы физической или химической энергии, а ионы, которые проходят через мембрану, аналогичны воде, которая падает на дно плотины.  Кроме того, энергия может быть использована для перекачки воды в озеро, располагающееся выше по течению от плотины. Аналогичным образом, химическая энергия в клетках может быть использована для создания электрохимических градиентов.

## Химия
Термин «электрохимический потенциал» обычно применяется в тех случаях, когда должна произойти химическая реакция, например, с переносом электрона в электрической батарее. В аккумуляторах электрохимический потенциал, возникающий от движения ионов, уравновешивает энергию реакции электродов. Максимальное напряжение, которое может произвести реакция батареи, называют стандартным электрохимическим потенциалом данной реакции. Наряду с макроэргическими соединениями химическая энергия может запасаться на биологических мембранах, функционирующих подобно электрическим конденсаторам, которые выступают в роли изолирующего слоя для заряжённых ионов.

## Биологическое значение
Генерация трансмембранного электрического потенциала посредством движения ионов через клеточную мембрану приводит к возникновению биологических процессов, таких как нервная проводимость, сокращение мышц, секреция гормонов и сенсорные реакции. Считается, на мембране типичной животной клетки имеется трансмембранный электрический потенциал от -50 мВ до -70 мВ.
Электрохимические градиенты также играют определённую роль в установлении протонных градиентов окислительного фосфорилирования в митохондриях. Конечной стадией клеточного дыхания является цепь переноса электронов. Четыре встроенных комплекса во внутренней мембране митохондрии (кристах) составляют цепь переноса электронов. Однако только комплексы I, III и IV являются протонными насосами и перекачивают протоны из матрикса в межмембранное пространство. Суммарно получается десять протонов, которые перемещаются из матрикса в межмембранное пространство, генерируя электрохимический потенциал более 200 мВ. Это приводит в движение поток протонов обратно в матрикс через АТФ-синтазу, которая синтезирует АТФ путём присоединения неорганического фосфата к молекуле АДФ. Таким образом, генерация протонного электрохимического градиента имеет решающее значение для синтеза энергии в митохондриях. Общее уравнение для цепи переноса электронов выглядит так:
{\displaystyle NADH+11H^{+}(matrix)+1/2\ O_{2}\longrightarrow NAD^{+}+10H^{+}(IMS)+H_{2}O}.
Подобно дыхательной цепи переноса электронов действует и электронтранспортная цепь фотосинтеза в растениях, где происходит закачка протонов в люмен хлоропластов (просвет тилакоидов), а полученный градиент используется для синтеза АТФ посредством фермента АТФ-синтазы. Протонный градиент может быть сгенерирован с помощью нециклического или циклического фотофосфорилирования. Белки, которые участвуют в нециклическом фотофосфорилировании, фотосистема II (ФСII) и цитохром-b6f-комплекс непосредственно способны к генерации протонного градиента. На каждый из четырёх фотонов, поглощаемых ФСII, приходится восемь протонов, которые перекачивается в люмен (просвет тилакоида) из стромы. Общее уравнение для фотофосфорилирования выглядит следующим образом:
{\displaystyle 2H_{2}O+6H^{+}(stroma)+2NADP^{+}\longrightarrow O_{2}+8H^{+}(lumen)+2NADPH}.
Несколько других транспортёров и ионных каналов играют роль в генерации протонного электрохимического градиента. Одним из них является TPK3-калиевый ионный канал, активируемый ионами Са2+. Он перемещает ионы K+ из люмена в строму, которые помогают установить градиент рН (градиент концентрации) внутри стромы. С другой стороны, электронейтральный антипортер K+ (KEA3) транспортирует ионы K+ в люмена, а Н+ в строму, поддерживая баланс ионов и не нарушая электрическое поле.

## Ионный градиент

Схема действия Na^{+}-K^{+}-АТФазы. Справа показаны градиенты концентраций ионов натрия и калия.

Так как ионы несут заряд, они не могут пройти через мембрану путём облегчённой диффузии. Перенос ионов через мембрану возможен двумя путями, через активный или пассивный транспорт. Примером активного транспорта ионов является работа Na+-K+-АТФазы. Она катализирует реакцию гидролиза АТФ до АДФ и неорганического фосфата Фн. При гидролизе одной молекулы АТФ выделяется энергия, которая изменяет конформацию фермента, так, чтобы три иона Na+ транспортировались наружу, а два иона K+ транспортируются внутрь клетки. В результате содержимое клетки становится более отрицательно заряжённым, чем окружающая среда, генерируется электрический потенциал (ЭДС) Vm ≈ -60 мВ. Примером пассивного транспорта является ток ионов через ионные каналы (каналы для Na+, K+, Ca2+ и Cl-) по градиенту концентрации, из области большей концентрации в область меньшей. Например, так как существует высокая концентрация Na+ вне клетки, то ионы Na+ будут стремиться проникнуть в клетку через натриевый ионный канал. Поскольку электрический потенциал внутри клетки отрицательный, приток положительных ионов вызовет деполяризацию мембраны, вследствие чего происходит сдвиг значения трансмембранного электрического потенциала ближе к нулю. Однако ионы  Na+ продолжат движение вниз по градиенту концентрации, до тех пор пока движущая сила химического градиента больше, чем электрического потенциала. После того как эффект обоих градиентов (химического и электрического) уравновесит друг друга (Vm для Na+ составляет около +70 мВ), приток ионов Na+ остановится, поскольку движущая сила или изменение энергии Гиббса (ΔG) станет равна нулю. Уравнение для движущей силы выглядит следующим образом:
{\displaystyle \Delta G=RTln(C_{in}/C_{ext})+ZFV_{m}}.
Где, R — универсальная газовая постоянная, равная 8,3144598(48) Дж/(моль∙К); T — абсолютная температура (при н.у. = 298 K); Z — заряд иона, F — постоянная Фарадея, равная 96485 Кл/моль; Сin и Cext — соответственно концентрации ионов в ммоль/л, с наружной и внутренней стороны мембраны клетки; Vm — электрический потенциал (ЭДС) иона.

## Протонные градиенты
Протонные градиенты имеют важное значение как одна из форм накопления энергии во многих различных типах клеток. 
Градиент обычно используется для работы АТФ-синтазы, вращения жгутика, или переноса метаболитов через мембрану. В этом разделе основное внимание будет уделёно трём процессам, которые помогают установить протонные градиенты в соответствующих клетках: работе бактериородопсина, нециклическому фотофосфорилированию и окислительному фосфорилированию.

### Бактериородопсин

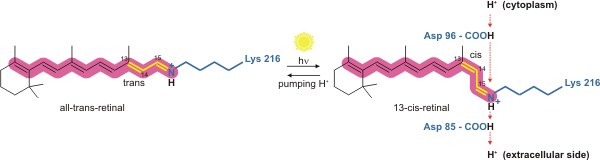
Схема работы бактериородопсина.

Бактериородопсин, обнаруженный в археях, формирует путь для градиента протонов, посредством протонного насоса. Работа протонного насоса опирается на переносчик протонов (родопсин), который движется от стороны мембраны с низкой концентрацией ионов H+ к стороне с более высокой концентрацией H+. Протонный насос бактериородопсина активируется путём поглощения фотонов с длиной волны 568 нм, это приводит к фотоизомеризации основания Шиффа (SB) в ретинале, вызывая его переход из транс- в 13-цис-форму. Фотоизомеризация чрезвычайно быстра и занимает всего 200 фемтосекунд. Как следствие, родопсин претерпевает ряд быстрых конформационных перестроек: происходит смещение основания Шиффа от остатков Asp85 и Asp212, вызывая передачу ионов H+ остатку Asp85, при этом формируется состояние M1 (мета-I). Затем белок переходит к состоянию М2 (мета-II) посредством отделения остатка Glu204 от Glu194, который высвобождает протон во внешнюю среду. Такое состояние является сравнительно долгоживущим. Основание Шиффа репротонируется по остатку Asp85, формируя состояние N. Важно, что второй протон происходит от Asp96, так как его депротонированное состояние неустойчиво и быстро репротонируется (повторно протонируется) протоном из цитоплазмы. Протонирование Asp85 и Asp96 приводят к повторной изомеризации SB, формируя при этом состояние O. Также при этом остаток Asp85 высвобождает свой протон на Glu204 и бактериородопсин возвращается в состояние покоя.

### Фотофосфорилирование

Упрощённая схема фотофосфорилирования.

Фотосистема II (ФСII) также использует энергию света для создания протонных градиентов в хлоропластах, однако, для достижения этой цели ФСII использует векторальные (однонаправленные) окислительно-восстановительные реакции. Поглощение фотонов с длиной волны 680 нм используется для возбуждения двух электронов в пигменте Р680 с переходом на более высокий энергетический уровень. Эти электроны с высокой энергией передаются к белок-связанному пластохинону (PQA), а затем к несвязанному пластохинону (PQB), что приводит к восстановлению последнего с образованием пластохинола (PQH2), который высвобождается из ФСII после присоединения двух протонов, поступивших из стромы. Электроны в P680 пополняются путём окисления воды посредством водоокисляющего комплекса (ВОК). При этом происходит выделение молекул О2 и Н+ в просвет тилакоида (люмен). Общее уравнение реакции выглядит следующим образом:
{\displaystyle 4\ photons(680nm)\ +\ 2H_{2}O\ +\ 2PQ\ +\ 4H^{+}(stroma)\longrightarrow O_{2}\ +\ 2PQH_{2}\ +\ 4H^{+}(lumen)}.
После освобождения из ФСII восстановленный пластохинон PQH2 перемещается в цитохром-b6f-комплекс, который передает два электрона от PQH2 к белку пластоцианину в двух отдельных реакциях. Данный процесс похож на Q-цикл, происходящий в комплексе III ЭТЦ. В первой реакции пластохинол PQH2 связывается с комплексом со стороны люмена и один электрон переходит на железо-серный центр (Fe-S), который затем передаёт его на цитохром f, последний осуществляет передачу электрона на молекулу пластоцианина. Второй электрон переходит на молекулу гема bL, который затем передаёт его гему bH, последний передаёт электрон второй молекуле пластохинона PQ. Во второй реакции 2-я молекула пластохинола PQH2 окисляется, передавая электрон другой молекуле пластоцианина и наполовину восстановленному PQ, который восстанавливается до PQH2 и покидает комплекс. Обе реакции сопровождаются переносом четырёх протонов в люмен.

### Окислительное фосфорилирование

Подробная схема цепи переноса электронов в митохондриях.

В дыхательной цепи переноса электронов комплекс I катализирует восстановление убихинона (UQ) до убихинола (UQH2) за счёт двух электронов от восстановленной молекулы никотинамидадениндинуклеотида (НАДН), и переносит четыре протона из матрикса митохондрии в межмембранное пространство по уравнению:
{\displaystyle NADH+H^{+}+UQ+4H^{+}(matrix)\longrightarrow NAD^{+}+UQH_{2}+4H^{+}(IMS)}
Комплекс III катализирует Q-цикл. Первая часть данного цикла — перехода двух электронов от восстановленного в комплексе I убихинола (UQH2) к двум молекулами окисленного цитохрома с на участке Qo. Во второй части (на участке Qi) происходит передача ещё двух электронов от UQ к UQH2 и, соответственно, восстановление убихинона. Общее уравнение процесса выглядит следующим образом:
{\displaystyle 2\ cytochrome\ c\ (ox)\ +\ UQH_{2}\ +\ 2H^{+}\ (matrix)\longrightarrow 2\ cytochrome\ c\ (red)\ +\ UQ\ +\ 4H^{+}\ (IMS)}.
Комплекс IV катализирует реакцию переноса двух электронов от восстановленного цитохрома в комплексе III на 1/2 молекулы кислорода (1/2О2). На одну полную молекулу кислорода (О2) требуется перенос четырёх электронов. Помимо четырёх электронов к молекуле кислорода присоединяются четыре протона (4H+), поступающих из матрикса, с образованием молекулы воды. Полное уравнение процесса выглядит так:
{\displaystyle 2\ cytochrome\ c\ (red)\ +\ 4H^{+}\ (matrix)\ +\ 1/2\ O_{2}\longrightarrow 2\ cytochrome\ c\ (ox)\ +\ 2H^{+}\ (IMS)\ +\ H_{2}O}.